# قانون اساسی فنلاند
قانون اساسی فنلاند (فنلاندی: Suomen perustuslaki) عالی‌ترین و منبع اصلی قوانین ملی کشور فنلاند است. این قانون به مسائل بنیادی همچون ساختار و تشکیلات حکومت، روابط بین ارگان‌های قانونی و حقوق بنیادی شهروندان فنلاندی می‌پردازد. اولین قانون اساسی فنلاند در سال ۱۹۱۹ پس از استقلال این کشور در سال ۱۹۱۷ به تصویب رسید. اما قانون اساسی فعلی در ۱ مارس ۲۰۰۰ به تصویب رسیده است.